# Industria automobilistica in Italia

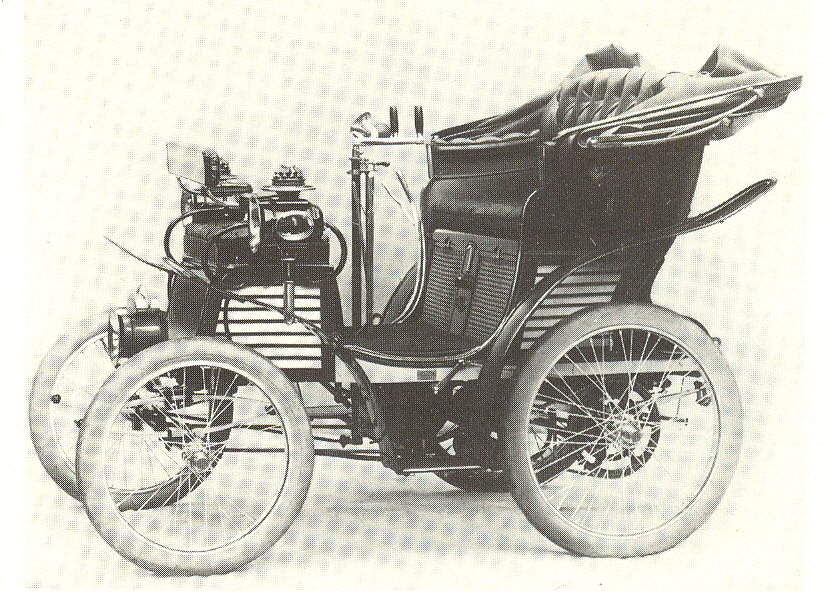
La Fiat 4 HP (1899) è stata il primo modello di auto prodotto dalla Fiat.

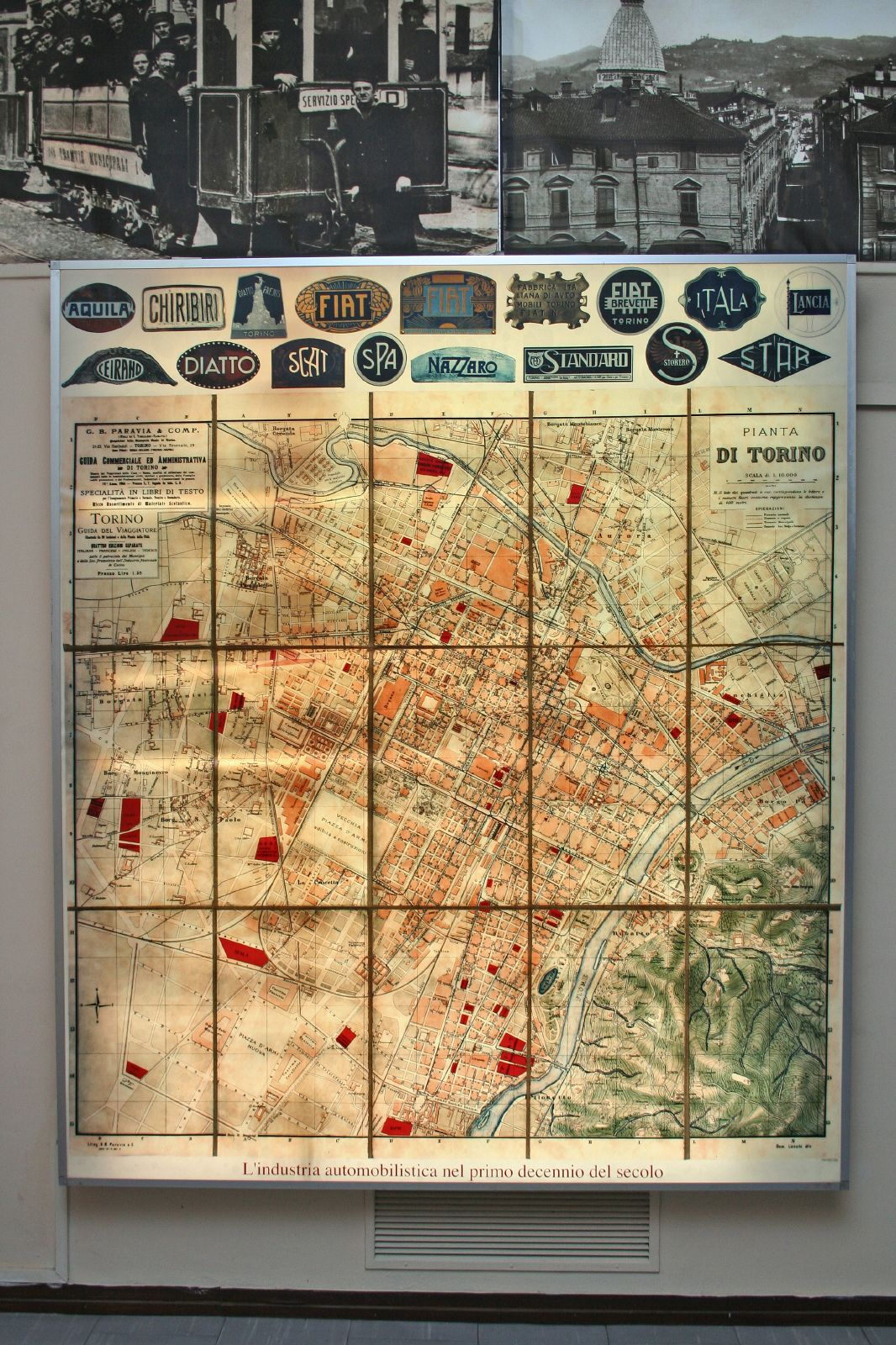
Mappa dell'industria automobilistica a Torino, Italia negli anni '10.

L'industria automobilistica in Italia è un settore notevole nel paese, nell'anno 2006 ha raggiunto la cifra di 2.131 aziende e impiegava quasi 250.000 persone. L'industria automobilistica in Italia è conosciuta per i suoi progetti di utilitarie, auto sportive e supercar. L'industria automobilistica nell'anno 2008 ha contribuito all'8,5% del PIL italiano.
Nel corso dei decenni l'industria automobilistica italiana è stata quasi totalmente dominata dal Gruppo Fiat, poi divenuto Fiat Chrysler Automobiles nell'anno 2014; nel 2001 oltre il 90% dei veicoli sono stati prodotti da Fiat. Dal 1º gennaio 2021, il gruppo FCA entra a far parte della società di diritto olandese Stellantis.

## Storia

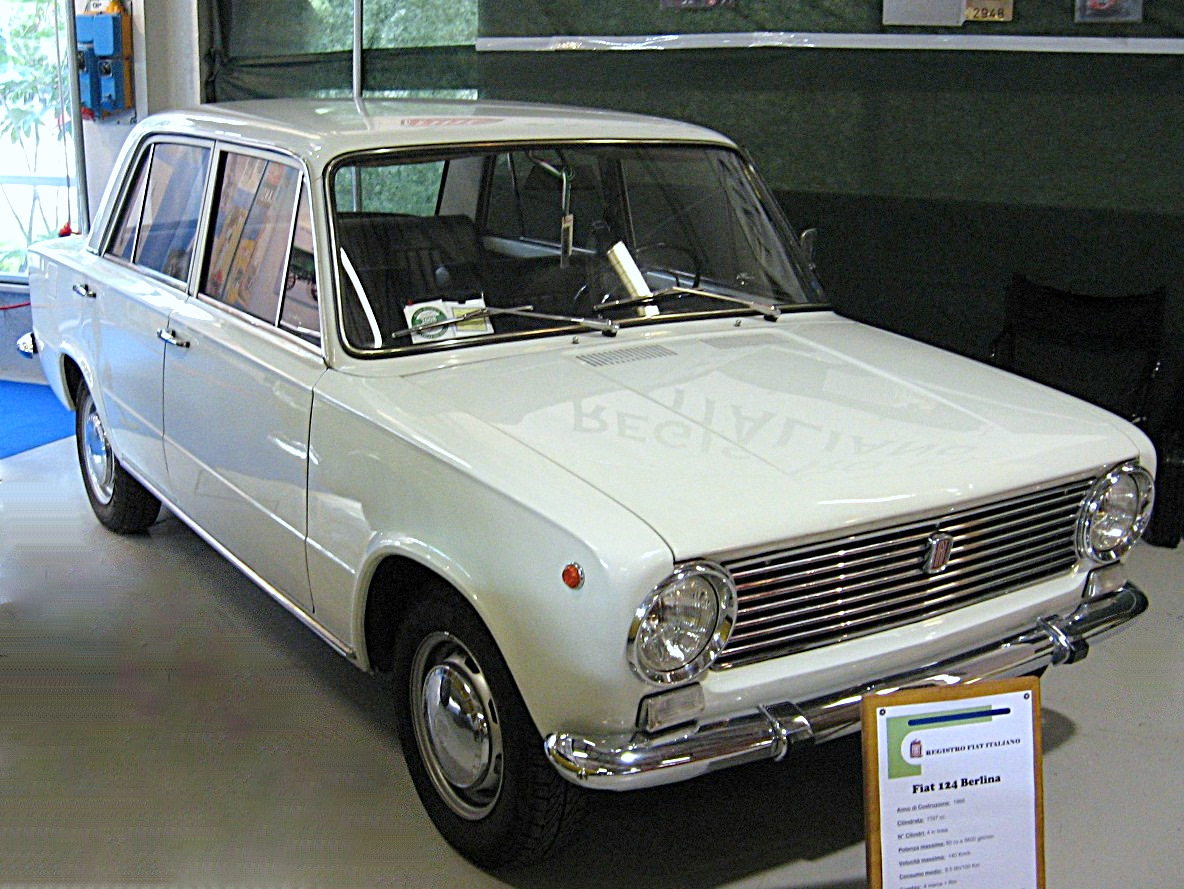
Fiat 124, 1967 Auto europea dell'anno, l'antenata del modello sovietico (Lada) e turco (TOFAŞ Murat 124, TOFAŞ Serçe)

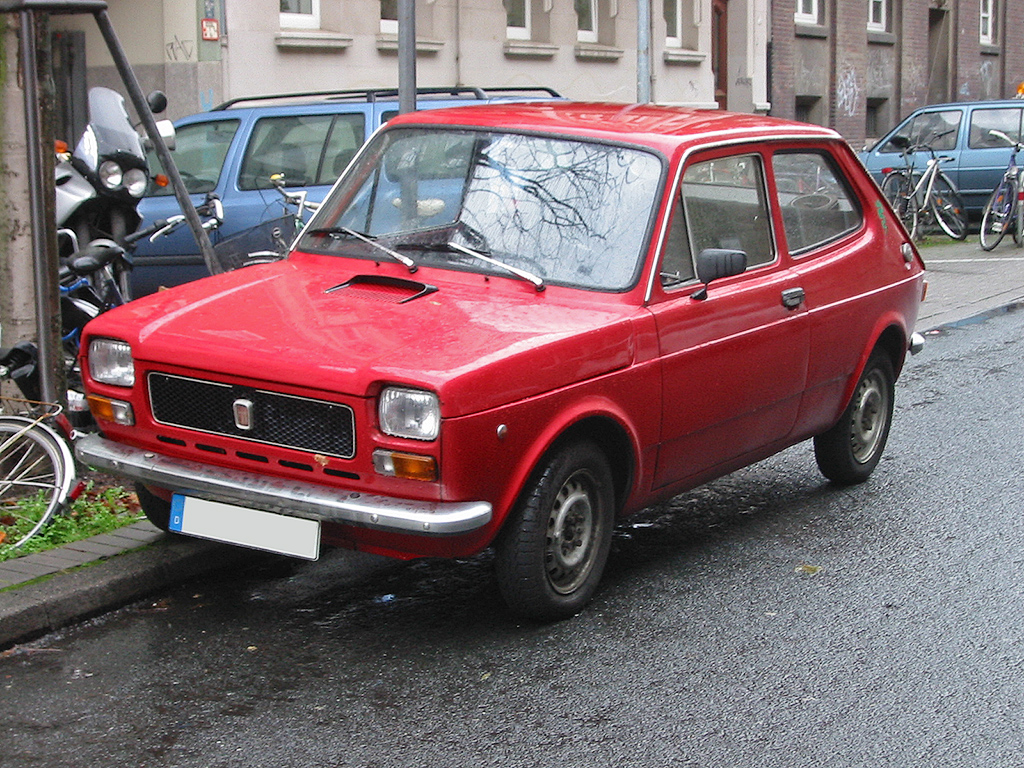
Fiat 127, European Car of the Year nel 1972, fece da catalizzatore dell'industria automobilistica spagnola (SEAT) e jugoslava (Zastava)

L'industria automobilistica italiana iniziò alla fine del 1880, con Stefanini-Martina considerato il primo produttore sebbene Enrico Bernardi avesse costruito un triciclo a benzina nel 1884. 
Nel 1888 Giovanni Battista Ceirano iniziò a costruire biciclette Welleyes, così chiamata perché i nomi inglesi avevano un maggiore interesse commerciale, e nell'ottobre 1898 co-fondò Ceirano GB & C con i suoi fratelli Matteo ed Ernesto per costruire l'automobile Welleyes. Mentre incontravano sfide dovute a questioni finanziarie e di dimensioni aziendali, contattarono un consorzio di nobili e uomini d'affari locali guidati da Giovanni Agnelli, cosicché nel luglio 1899 Fiat SpA acquistò l'impianto, il design e i brevetti - producendo così la prima FIAT - la Fiat 4 HP. La Welleyes / FIAT 4 HP aveva un motore da 679 cc ed era capace di 35 km/h (22 mph).
Il marchio Isotta Fraschini è stato fondato nel 1900, inizialmente assemblando automobili su base Renault. 
L'industria automobilistica è cresciuta rapidamente e i produttori includevano Aquila Italiana, Fratelli Ceirano, Società Anonima Italiana Darracq - Darracq, Diatto, Itala, Junior, Lancia, Società Ceirano Automobili Torino, STAR Rapid, SPA e Zust. 
Durante la prima e la seconda guerra mondiale, e successivamente nel periodo della crisi economica risalente agli anni '70, molti di questi marchi scomparvero o furono acquistati dalla FIAT o da altri produttori stranieri. 
Nel corso degli anni l'industria automobilistica italiana è stata anche coinvolta in numerose imprese al di fuori dell'Italia, molte delle quali hanno visto la produzione di modelli basati su Fiat, tra cui Lada in Russia, Zastava e Yugo nell'ex Jugoslavia, FSO (Polski Fiat) in Polonia e SEAT (ora facente parte di Volkswagen) in Spagna. 
Negli anni '60 e '70 l'Italia restaurò la propria grande industria automobilistica che era terza o quarta in Europa, nonché quinta o sesta al mondo: si avvicendarono due crisi petrolifere severe (una nel 1973 e l'altra dal 1979), portando a riorganizzazioni interne anche molto cruente, che sfociarono nell'autunno 1980 in un grande sciopero operaio a Torino e la "marcia dei quarantamila" come reazione. Negli anni '80 l'Italia ha superato il Regno Unito, ma ha anche fatto concessioni di produzione all'Unione Sovietica che, come la Spagna, la Polonia e la Jugoslavia, ha ottenuto la produzione di grandi volumi di automobili con il supporto della FIAT. 
Gli anni '70 e '80 furono un periodo di grandi cambiamenti per l'industria automobilistica in Europa. La trazione posteriore, in particolare sulle auto di famiglia, ha gradualmente lasciato il posto alla trazione anteriore. La carrozzeria berlina, vista per la prima volta sulla Renault 16 dalla Francia nel 1965, divenne lo stile del corpo automobilistico più popolare sui mezzi più piccoli alla metà degli anni '80. La Fiat entrò nel mercato delle hatchback nel 1971 con la berlina 127, seguita dalla vettura della famiglia Ritmo nel 1978. Alla fine del decennio, anche i marchi più esclusivi Alfa Romeo e Lancia avevano aggiunto berline alle loro gamme. Il talento dell'industria automobilistica italiana per il design innovativo è continuato negli anni '80, con la Fiat Panda (1980), con la Fiat Uno (1983) e la berlina famigliare Tipo (1988) entrambe votate come auto europea dell'anno principalmente in riconoscimento dei loro design aggiornati e pratici. La Uno è stata una delle auto più popolari in Europa durante la sua vita di produzione, mentre la Tipo non è stata così popolare fuori dall'Italia. 
La sostituzione di Uno, la Punto, fu lanciata alla fine del 1993 e ottenne un successo simile al suo predecessore, mentre il suo predecessore, ossia la Cinquecento ebbe un ruolo importante nell'aumentare le dimensioni del settore delle utilitarie in Europa durante gli anni '90. Fiat è entrata nel nuovo mercato delle monovolume compatte nel 1998 con la stravagante Multipla a sei posti, essendo già entrata nel mercato delle monovolume full size a metà del decennio assieme a Peugeot. 
Negli anni '90 l'industria automobilistica italiana è tornata terza in Europa e quinta al mondo con una produzione annua di quasi 2 milioni (toccando un massimo di 2.220.774 nel 1989). Ma nel 2011 è scesa sotto gli 800.000 per la prima volta in mezzo secolo ed è ora al 6 ° posto in Europa e al 19 ° posto nel Mondo .
L'Italia nel ventunesimo secolo rimane uno dei principali attori del design e della tecnologia delle auto e la Fiat ha ingenti investimenti al di fuori dell'Italia, inclusa la partecipazione al 100% nella casa automobilistica americana Chrysler iniziata nel gennaio del 2014. Le fortune della Fiat sono state supportate dal 2007 a causa dell'enorme successo in tutta Europa della sua nuova Fiat 500 city car, sebbene la 500 sia prodotta prevalentemente in Polonia e Messico, piuttosto che in Italia.

## Cifre di produzione

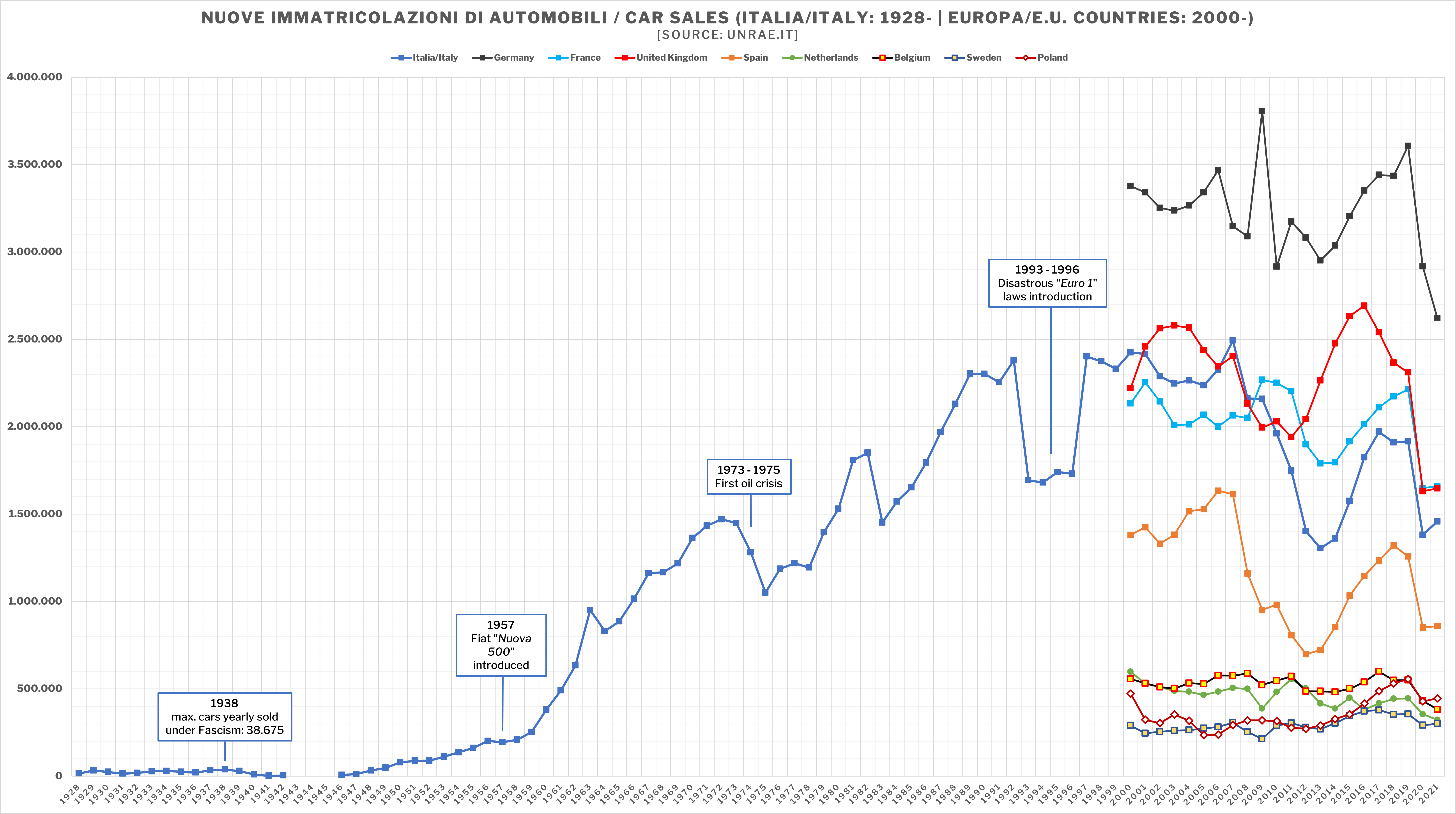
Immatricolazioni di autovetture in Italia (dal 1928) e negli altri paesi europei (dal 2000). Dati UNRAE.

Produzione italiana di veicoli a motore
| Anno | unità     |
| ---- | --------- |
| 1913 | 2.000     |
| 1924 | 35.000    |
| 1928 | 55.000    |
| 1935 | 44.000    |
| 1950 | 129.000   |
| 1960 | 645.000   |
| 1961 | 759.000   |
| 1970 | 1.854.252 |
| 1971 | 1.817.000 |
| 1980 | 1.610.287 |
| 1981 | 1.433.000 |
| 1989 | 2.220.774 |
| 1990 | 2.120.850 |
| 1991 | 1.878.000 |
| 1994 | 1.534.000 |
| 1995 | 1.667.000 |
| 1996 | 1.545.000 |
| 1997 | 1.827.592 |
| 1998 | 1.692.737 |
| 1999 | 1.704.326 |
| 2000 | 1.741.478 |
| 2001 | 1.581.908 |
| 2002 | 1.429.678 |
| 2003 | 1.324.481 |
| 2004 | 1.145.181 |
| 2005 | 1.038.352 |
| 2006 | 1.211.594 |
| 2007 | 1.284.312 |
| 2008 | 1.023.774 |
| 2009 | 843.239   |
| 2010 | 838.400   |
| 2011 | 790.348   |
| 2012 | 671.768   |
| 2013 | 658.206   |
| 2014 | 697.864   |
| 2015 | 1.014.223 |
| 2016 | 1.103.516 |
| 2017 | 1.142.210 |
| 2018 | 1.062.332 |
| 2019 | 915.291   |
| 2020 | 777.165   |
| 2021 | 795.855   |

## Produttori
Le case automobilistiche italiane includono: 
- B.Engineering
- Dallara
- DR Motor
- Stellantis Europe
  - Abarth
  - Alfa Romeo
  - Fiat
  - Lancia
- Ferrari
- Fornasari
- Casalini
- Iveco
- Italdesign Giugiaro
- Automobili Lamborghini
- Manifattura Automobili Torino
- Maserati
- Mazzanti Automobili
- Pagani Automobili
- Pininfarina
- Zagato

 Produttori estinti: 
- Amilcar Italiana
- Ansaldi
- Ansaldo
- Aquila
- ASA
- ATS
- Aurea
- Autobianchi
- Bandini
- Bertone
- Bianchi
- Bizzarrini
- Brixia-Züst
- Bugatti Automobili
- Ceirano
- Ceirano GB & C
- Fratelli Ceirano & C.
- Ceirano Junior & C.
- Ceirano Fabbrica Automobili o Giovanni Ceirano Fabbrica Automobili
- Chiribiri
- Cisitalia
- Cizeta
- Colli
- Costruzioni Meccaniche Nazionali
- De Tomaso
- De Vecchi
- Diatto
- Fabrica Anonima Torinese Automobili (FATA)
- FOD
- Fabbrica Ligure Automobili Genova (F.L.A.G.)
- Florentia
- Ghia
- Grecav
- IENA
- Innocenti
- Intermeccanica
- Iso Rivolta
- Isotta Fraschini
- Itala
- Maggiora
- Moretti
- Ufficine Nardi
- OM
- OSCA
- OSI
- Qvale
- Società Torinese Automobili Rapid (S.T.A.R.), marchiato come Rapid
- S.C.A.T. (SCAT)
- S.C.A.T.-Ceirano
- Serenissima
- Siata
- SPA
- Stanguellini
- S.T.A.R., marchiato come Rapid
- Storero
- Züst

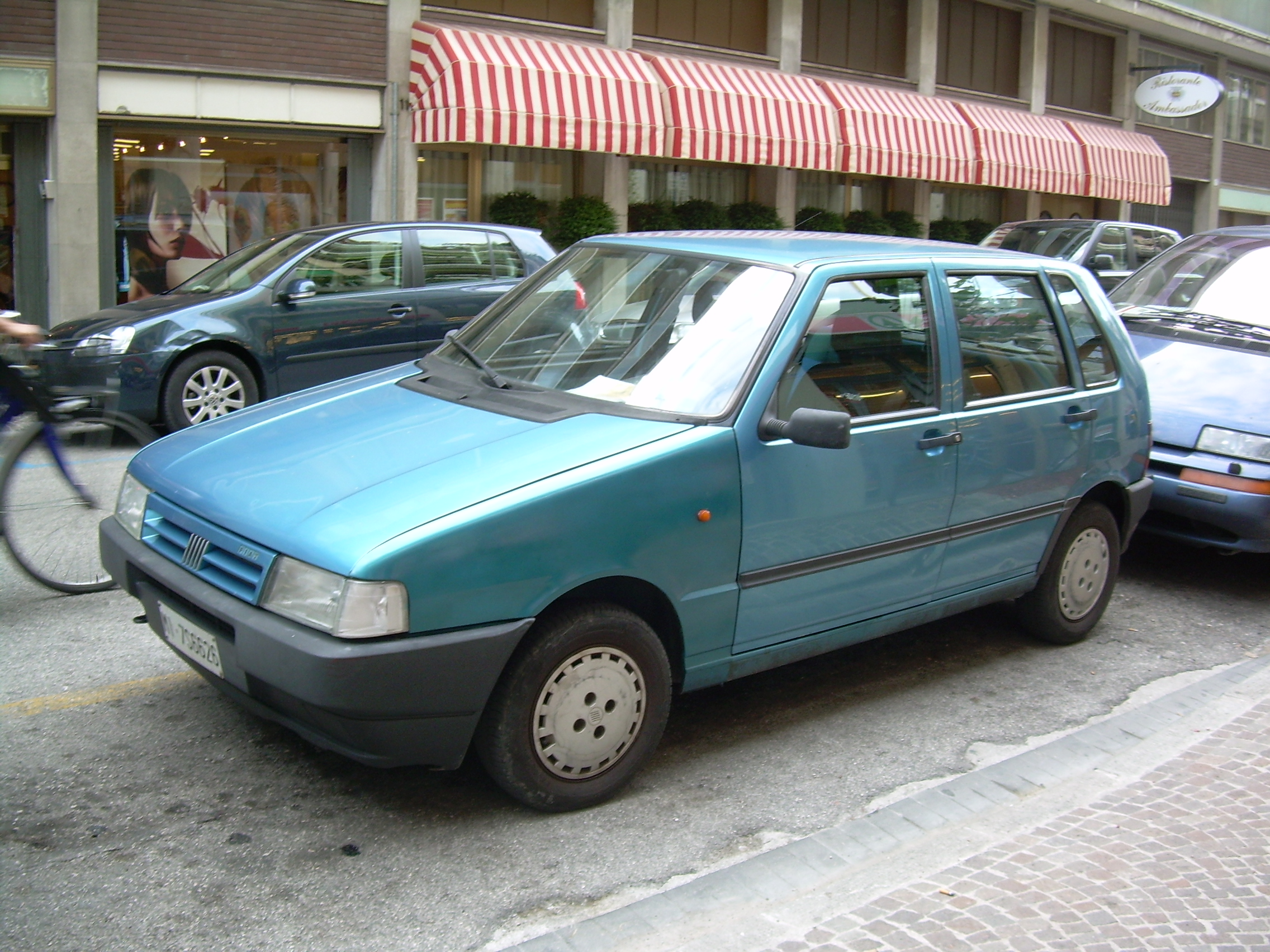
Fiat Uno 1984 auto dell'anno
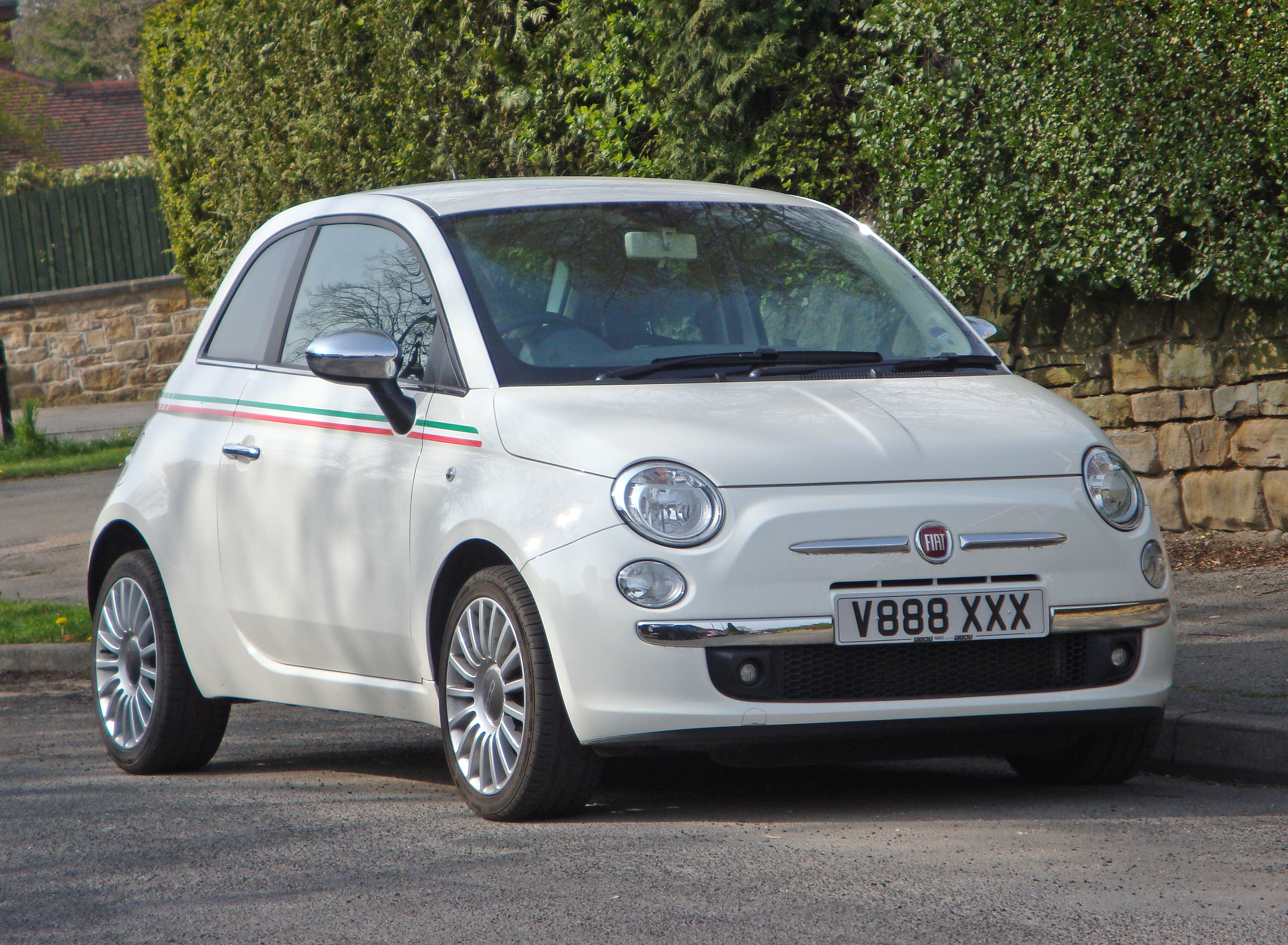
Fiat Nuova 500, auto europea dell'anno 2008, auto mondiale dell'anno del 2009
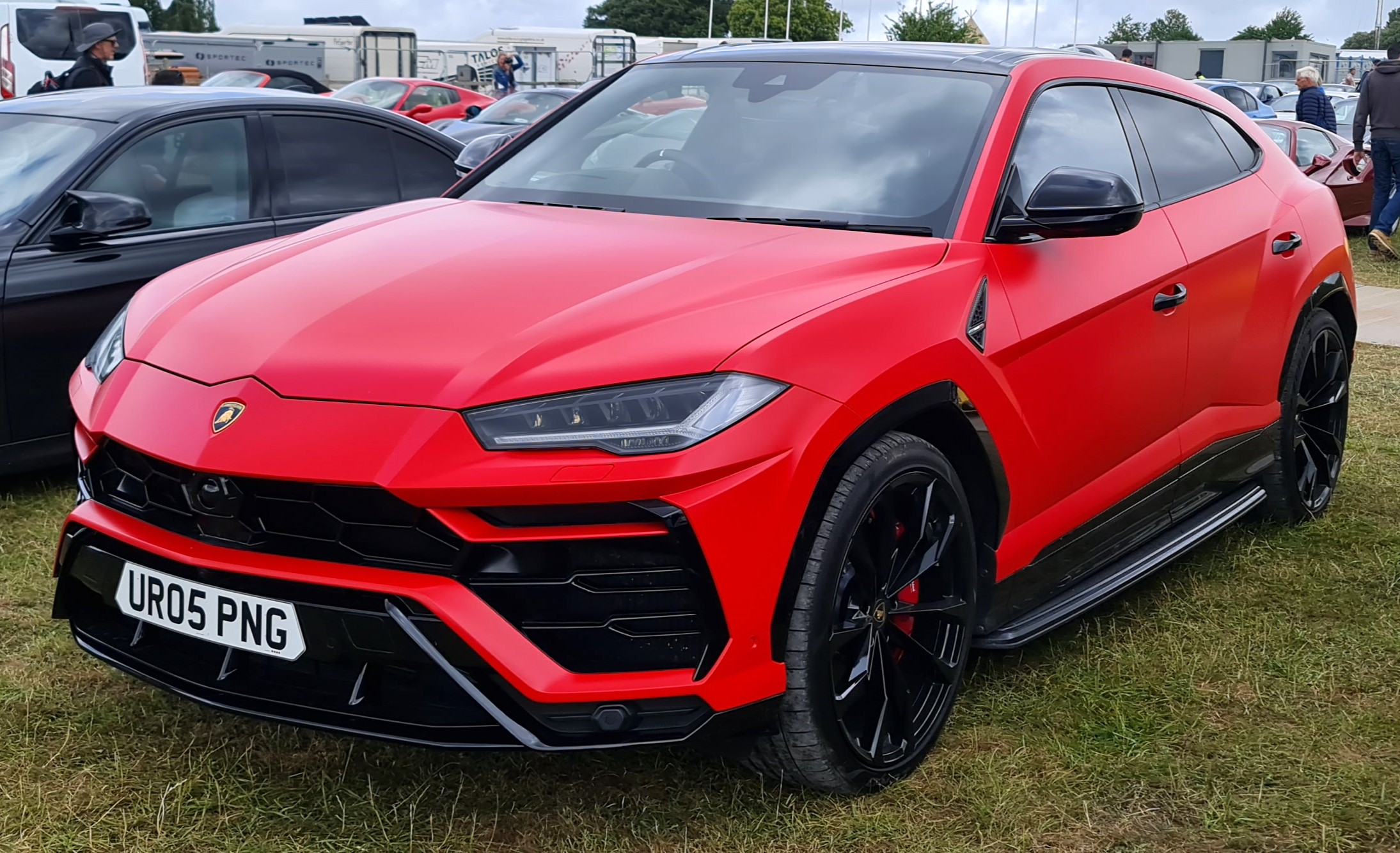
Lamborghini Urus, la Lamborghini più venduta nella storia
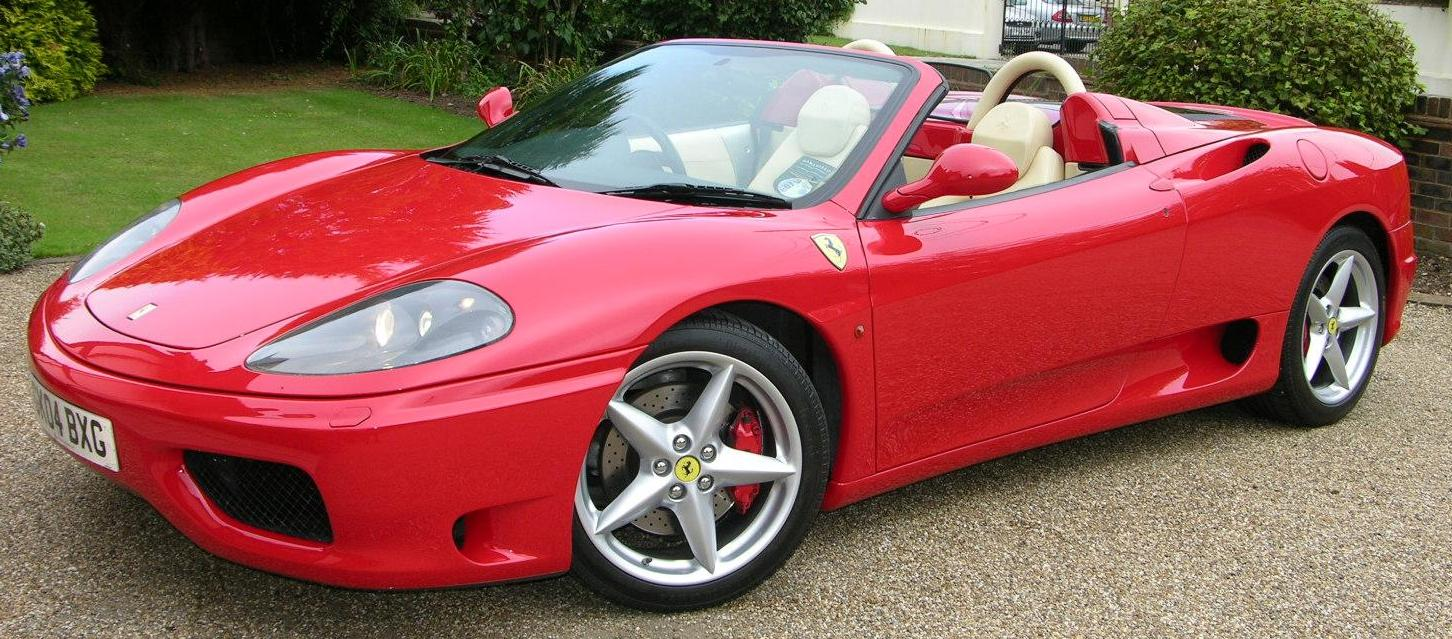
Ferrari 360, la Ferrari più venduta nella storia
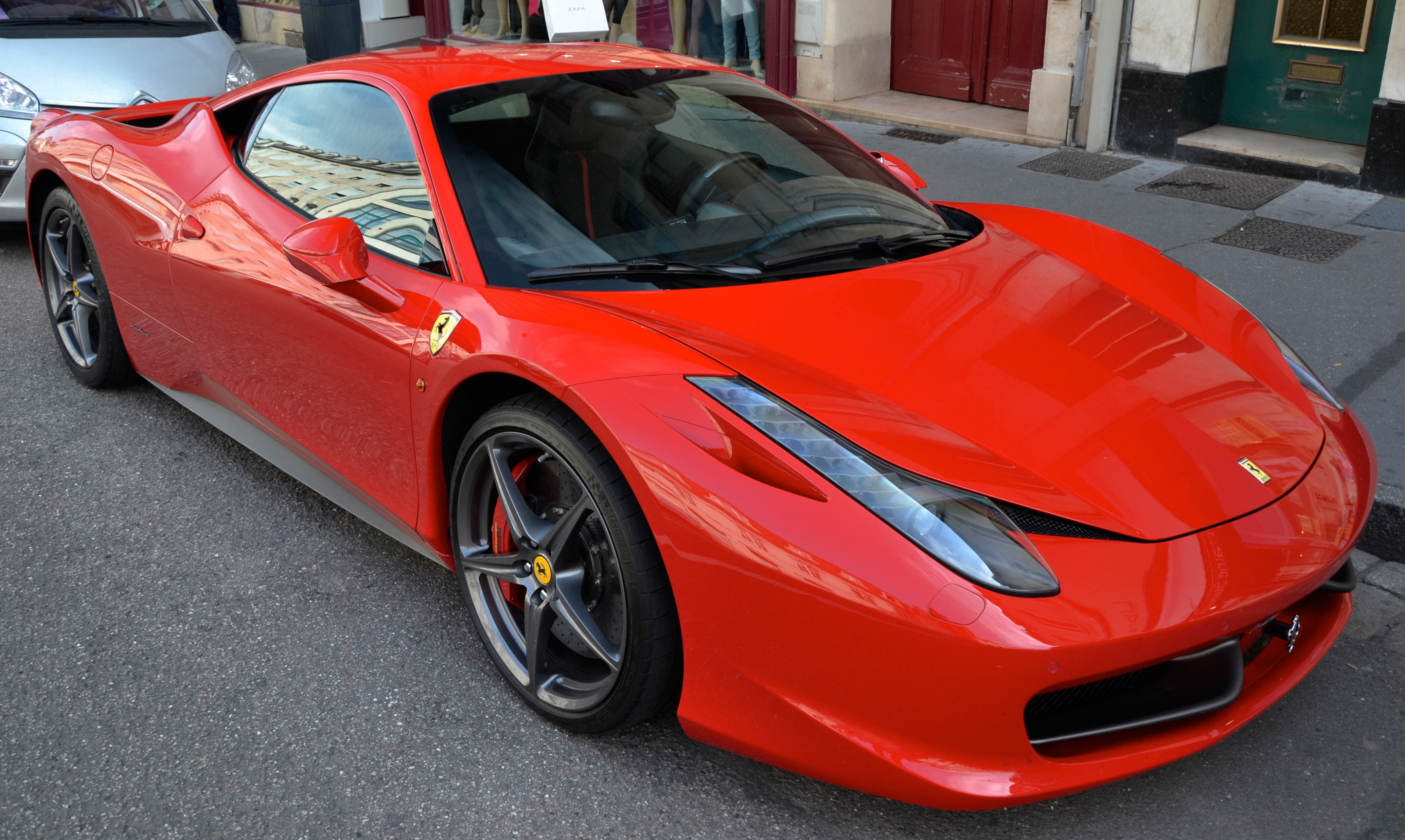
Ferrari 458 Italia, World Performance Car 2011